# Ecuación de Laplace

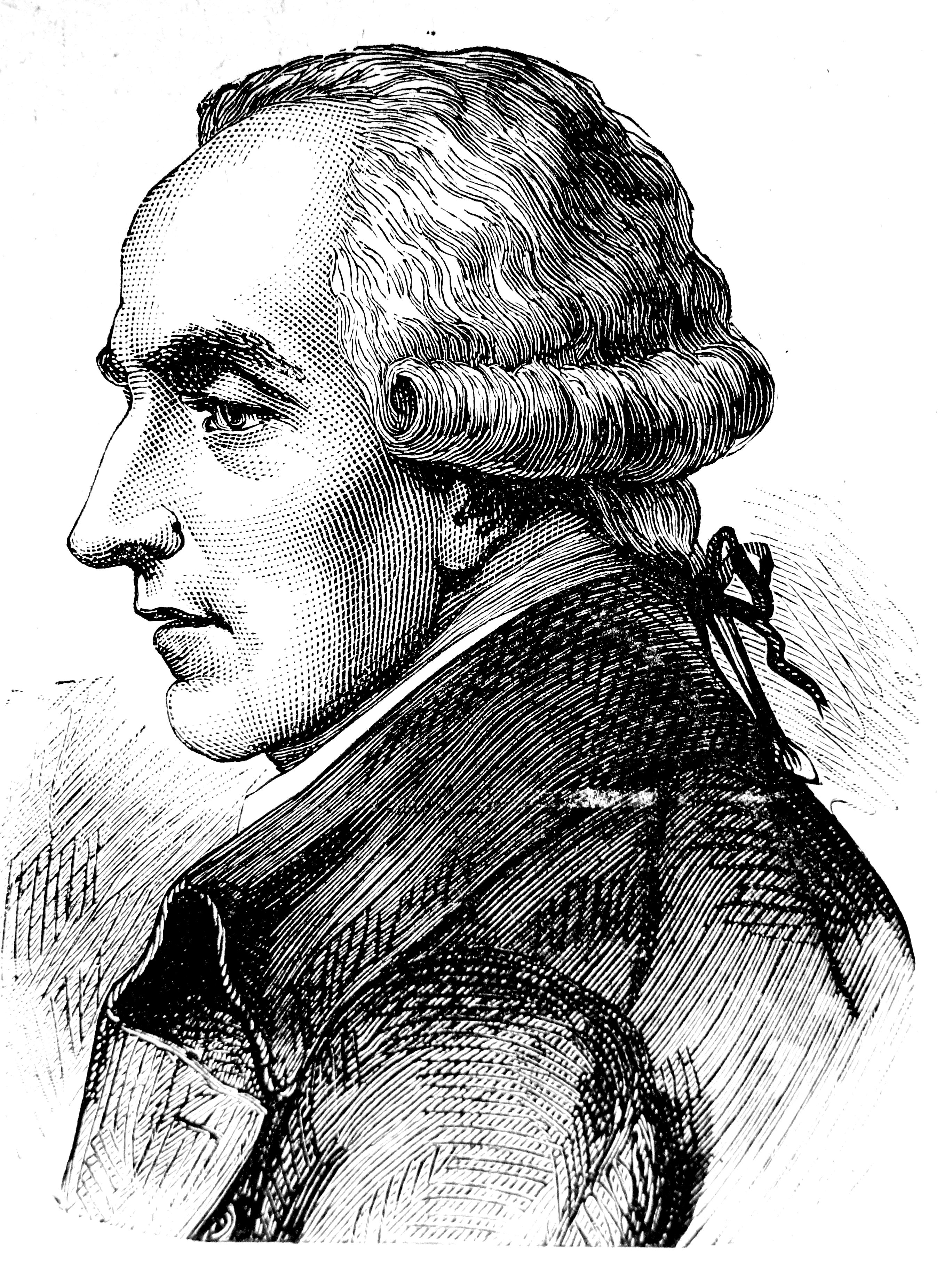
Pierre-Simon Laplace

En cálculo vectorial, la ecuación de Laplace es una ecuación en derivadas parciales de segundo orden de tipo elíptico, que recibe ese nombre en honor al físico y matemático Pierre-Simon Laplace.
Introducida por las necesidades de la mecánica newtoniana, la ecuación de Laplace aparece en muchas otras ramas de la física teórica como la astronomía, la electrostática, la mecánica de fluidos o la mecánica cuántica. 

## Definición
En tres dimensiones, el problema consiste en hallar una  función real {\displaystyle u}, doblemente diferenciable, de variables reales {\displaystyle (x,y,z)}, tal que
En coordenadas cartesianas,
{\displaystyle {\partial ^{2}u \over \partial x^{2}}+{\partial ^{2}u \over \partial y^{2}}+{\partial ^{2}u \over \partial z^{2}}=0.}
En coordenadas cilíndricas {\displaystyle (\rho ,\varphi ,z)\,},
{\displaystyle {1 \over \rho }{\partial  \over \partial \rho }\left(\rho {\partial u \over \partial \rho }\right)+{1 \over \rho ^{2}}{\partial ^{2}u \over \partial \varphi ^{2}}+{\partial ^{2}u \over \partial z^{2}}=0}
En coordenadas esféricas {\displaystyle (r,\theta ,\phi )\,},
{\displaystyle {1 \over r^{2}}{\partial  \over \partial r}\left(r^{2}{\partial u \over \partial r}\right)+{1 \over r^{2}\sin \theta }{\partial  \over \partial \theta }\left(\sin \theta {\partial u \over \partial \theta }\right)+{1 \over r^{2}\sin ^{2}\theta }{\partial ^{2}u \over \partial \varphi ^{2}}=0}
Muchas veces se escribe de la siguiente manera:
{\displaystyle \nabla ^{2}u=0\,}
donde {\displaystyle \nabla ^{2}} es el operador de Laplace o "Laplaciano".
Esta ecuación en derivadas parciales, también se puede escribir como
{\displaystyle \nabla \cdot \nabla u=0,}
donde {\displaystyle \nabla \cdot } es la divergencia, y {\displaystyle \nabla } es el gradiente.
O si no, algunas veces la notación puede ser:
{\displaystyle \Delta u=0,\,}
donde {\displaystyle \Delta } también es el operador de Laplace.
Las soluciones de la ecuación de Laplace se denominan funciones armónicas.
Si del lado derecho de la igualdad se específica una función, {\displaystyle f(x,y,z)}, es decir, si la ecuación se escribe como:
{\displaystyle \Delta u=f\,}
entonces se tiene la "ecuación de Poisson", por lo que la ecuación de Laplace es un caso particular de esta. La ecuación de Laplace también es un caso particular de la ecuación de Helmholtz.
La ecuación de Laplace, así como la ecuación de Poisson, son los ejemplos más simples de ecuaciones en derivadas parciales elípticas.

## Condiciones de contorno o frontera

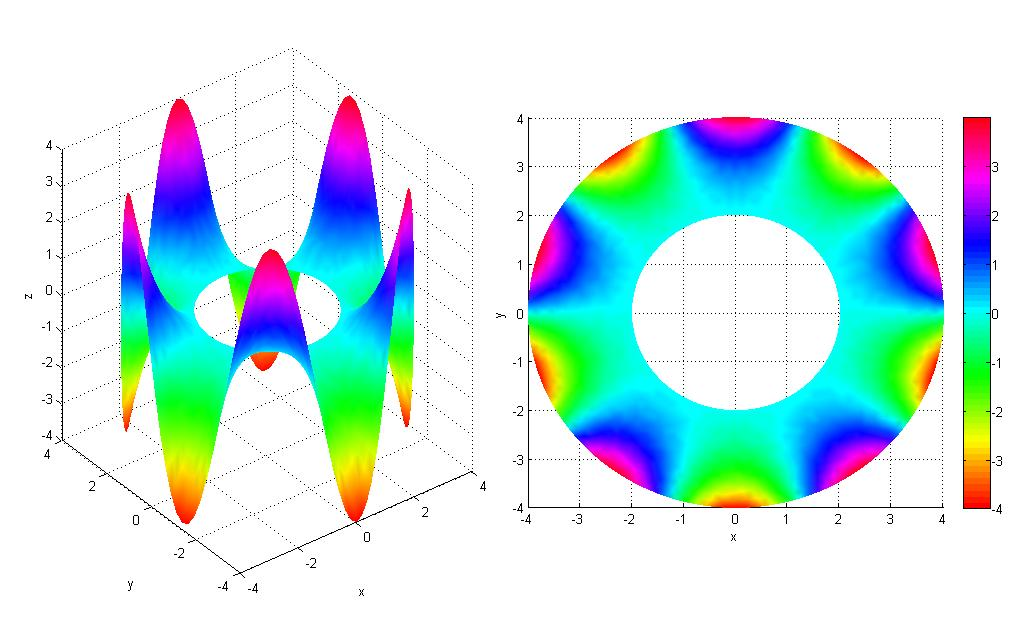
Ecuación de Laplace sobre una corona (r=2 y R=4) con condiciones de contorno de Dirichlet: u(r=2)=0 y u(r=4)=4sin(5*θ)

### Problema de Dirichlet
El problema de Dirichlet para la ecuación de Laplace consiste en hallar una solución {\displaystyle u} en algún dominio {\displaystyle D} tal que {\displaystyle u} sobre su contorno o frontera {\displaystyle \partial D} es igual a una función determinada:
{\displaystyle {\begin{cases}\triangle u=0,\quad &x\in D\\u=g,&x\in \partial D\end{cases}}}
Como el operador de Laplace aparece en la ecuación del calor, una interpretación física de este problema es lo siguiente: fijar la temperatura sobre el contorno del dominio de acuerdo a una especificación determinada de la condición de contorno. La temperatura fluye hasta que alcanza un estado estacionario en el que dicha temperatura en cada punto del dominio no cambia más. La distribución de la temperatura en el interior será entonces la solución correspondiente al problema de Dirichlet.

### Problema de Neumann
Las condiciones de contorno de Neumann para la ecuación de Laplace no especifica la función {\displaystyle u} en sí misma sobre el contorno {\displaystyle \partial D}, pero sí su derivada normal. Físicamente, esto corresponde a la construcción de un potencial para un campo vectorial cuyo efecto es conocido en el contorno de {\displaystyle D}:
{\displaystyle {\begin{cases}\triangle u=0,\quad &x\in D\\{\frac {\partial u}{\partial \eta }}=g,&x\in \partial D\end{cases}}}
Las soluciones de la ecuación de Laplace son funciones armónicas; son todas analíticas dentro del dominio donde la ecuación se satisface. Si cualesquiera de dos funciones son soluciones a la ecuación de Laplace (o de cualquier ecuación diferencial homogénea), su suma (o cualquier combinación lineal) es también una solución.  Esta propiedad, llamada principio de superposición, es muy útil, por ejemplo, las soluciones de problemas complejos pueden construirse simplemente sumando las soluciones determinadas e variables.

## Ecuación de Laplace en dos dimensiones
La ecuación de Laplace en dos variables independientes:
{\displaystyle \varphi _{xx}+\varphi _{yy}=0.\,}
La ecuación de Laplace aparece modelando varias situaciones físicas que no dependen del tiempo. Puede denotar la temperatura en la ley de Fourier de transferencia de calor, o la concentración química en la ley de Fick de difusión o el potencial electrostática en la ley de Ohm de conducción.

### Funciones analíticas
Las partes reales e imaginarias de una función analítica en los complejos satisfacen la ecuación de Laplace. Es decir, si {\displaystyle z=x+iy}, y si 
{\displaystyle f(z)=u(x,y)+iv(x,y),\,}
entonces la condición necesaria para que {\displaystyle f(z)} sea analítica es que se satisfagan las ecuaciones de Cauchy-Riemann:
{\displaystyle u_{x}=v_{y},\quad v_{x}=-u_{y}.\,}
donde {\displaystyle u_{x}} es la primera derivada parcial de {\displaystyle u} con respecto a {\displaystyle x}.
Entonces 
{\displaystyle u_{yy}=(-v_{x})_{y}=-(v_{y})_{x}=-(u_{x})_{x}.\,}
Por lo tanto {\displaystyle u} satisface la ecuación de Laplace. Un cálculo similar demuestra que {\displaystyle v} también satisface la ecuación de Laplace. 
A la inversa, dada una función armónica, es la parte real de una función analítica, {\displaystyle f(z)} (al menos localmente). Una forma de probarlo es:
{\displaystyle f(z)=\varphi (x,y)+i\psi (x,y),\,}
entonces las ecuaciones de Cauchy-Riemann se satisfacen:
{\displaystyle \psi _{x}=-\varphi _{y},\quad \psi _{y}=\varphi _{x}.\,}
Esta relación no determina {\displaystyle \psi }, sólo sus incrementos:
{\displaystyle d\psi =-\varphi _{y}\,dx+\varphi _{x}\,dy.\,}
La ecuación de Laplace para {\displaystyle \varphi } implica que la condición de integrabilidad para {\displaystyle \psi } se satisface:
{\displaystyle \psi _{xy}=\psi _{yx},\,}
y así {\displaystyle \psi } puede definirse con una integral de línea. La condición de integrabilidad y el teorema de Stokes implica que el valor de la integral de línea que conecta dos puntos es independiente del camino. El par de soluciones resultante de la ecuación de Laplace se denominan funciones armónicas conjugadas. Esta construcción sólo es válida localmente, o siempre que el camino no esté rodeando a una singularidad. Por ejemplo, si {\displaystyle r} y {\displaystyle \theta } son coordenadas polares y
{\displaystyle \varphi =\log r,\,}
entonces una función analítica correspondiente es 
{\displaystyle f(z)=\log z=\log r+i\theta .\,}
Sin embargo, el ángulo {\displaystyle \varphi } es univaluada solamente en una región que no incluye al origen.
La estrecha relación entre la ecuación de Laplace y las funciones analíticas establece que cualquier solución de la ecuación de Laplace tiene derivadas en todos los órdenes, y puede expandirse en series de potencias, al menos dentro de un círculo que no incluya una singularidad. Esto está en contraste con las soluciones de la ecuación de onda, que por lo general tiene menor regularidad. 
Hay una íntima conexión entre las series de potencias y las series de Fourier. Si expandimos una función {\displaystyle f} en series de potencias dentro de un círculo de radio {\displaystyle R}, esto significa que
{\displaystyle f(z)=\sum _{n=0}^{\infty }c_{n}z^{n},\,}
con coeficientes definidos adecuadamente cuyas partes reales e imaginarias están dadas por: 
{\displaystyle c_{n}=a_{n}+ib_{n}.\,}
Entonces
{\displaystyle f(z)=\sum _{n=0}^{\infty }\left[a_{n}r^{n}\cos n\theta -b_{n}r^{n}\sin n\theta \right]+i\sum _{n=1}^{\infty }\left[a_{n}r^{n}\sin n\theta +b_{n}r^{n}\cos n\theta \right],\,}
la cual es una serie de Fourier de {\displaystyle f}.

### Flujo de fluido
Sean las cantidades {\displaystyle u} y {\displaystyle v} las componentes horizontal y vertical del campo de velocidad del flujo incompresible estacionario e irrotacional en dos dimensiones, respectivamente. La condición de que el flujo sea incompresible es que  
{\displaystyle u_{x}+v_{y}=0,\,}
y la condición de que el flujo sea irrotacional es que
{\displaystyle \nabla \times \mathbf {V} =v_{x}-u_{y}=0.\,}
Si definimos el diferencial de {\displaystyle \psi } como
{\displaystyle d\psi =v\,dx-u\,dy,\,}
entonces la condición de incompresibilidad es la de integrabilidad para este diferencial: la función resultante se llama función de corriente porque es constante a lo largo de las líneas de flujo. Las primeras derivadas de {\displaystyle \psi } son
{\displaystyle \psi _{x}=v,\quad \psi _{y}=-u,\,}
y la condición de irrotacionalidad establece que {\displaystyle \psi } satisface la ecuación de Laplace. La función armónica {\displaystyle \varphi }, que es el conjugado de {\displaystyle \psi }, se denomina potencial de velocidad. Las ecuaciones de Cauchy-Riemann establecen que
{\displaystyle \varphi _{x}=-u,\quad \varphi _{y}=-v.\,}
Así que, a cada función analítica le corresponde un flujo de fluido incompresible estacionario e irrotacional en el plano. La parte real es el potencial de velocidad, y la parte imaginaria es la función de corriente.

### Electrostática
De acuerdo a las ecuaciones de Maxwell, un campo eléctrico (u,v) en un espacio de dos dimensiones que es independiente del tiempo satisface
{\displaystyle {\begin{cases}\nabla \times (u,v)=v_{x}-u_{y}=0,\,\\\nabla \cdot (u,v)=\rho ,\,\end{cases}}}
donde {\displaystyle \rho } es la densidad de carga. La primera ecuación de Maxwell es la condición de integrabilidad para el diferencial
{\displaystyle d\varphi =-u\,dx-v\,dy,\,}
así que el potencial eléctrico {\displaystyle \varphi } puede construirse para satisfacer
{\displaystyle \varphi _{x}=-u,\quad \varphi _{y}=-v.\,}
La segunda ecuación de Maxwell establece que 
{\displaystyle \varphi _{xx}+\varphi _{yy}=-\rho ,\,}
conocida como la ecuación de Poisson.
Es importante observar que la ecuación de Laplace puede usarse en problemas de tres dimensiones en electroestática y flujo de fluido así como en dos dimensiones.

## Ecuación de Laplace en tres dimensiones

### Solución fundamental
Una solución fundamental de la ecuación de Laplace satisface:
{\displaystyle \Delta u=u_{xx}+u_{yy}+u_{zz}=-\delta (x-x',y-y',z-z'),\,}
donde la  función delta de Dirac {\displaystyle \delta } es una fuente unitaria concentrada en un punto {\displaystyle (x',\,y',\,z').}
No es una función en sí, sin embargo puede pensarse como el límite de funciones cuya integral sobre todo el espacio es unitaria, y cuya región donde la función es distinta de cero es sólo en un punto (ver solución débil). Es común elegir una convención de signos diferente para esta ecuación, esto se hace cuando se define la solución fundamental.  Frecuentemente la elección de este signo es conveniente para trabajar con un {\displaystyle -\Delta } que es un operador positivo. Así la definición de la solución fundamental implica que, si el laplaciano de {\displaystyle u} es integrado sobre cualquier volumen que encierra el punto de la fuente, entonces
{\displaystyle \iiint _{V}\nabla \cdot \nabla u\,dV=-1.\,}
La ecuación de Laplace no cambia bajo un cambio de coordenadas, y entonces podemos esperar que la solución fundamental puede obtenerse entre soluciones que dependen solamente de la distancia {\displaystyle r} del punto de la fuente. Si elegimos el volumen de una bola de radio {\displaystyle a} alrededor del punto de la fuente, entonces por el teorema de la divergencia de Gauss: 
{\displaystyle -1=\iiint _{V}\nabla \cdot \nabla u\,dV=\iint _{S}u_{r}\,dS=4\pi a^{2}u_{r}(a).\,}
Entonces
{\displaystyle u_{r}=-{\frac {1}{4\pi r^{2}}},\,}
sobre una esfera de radio {\displaystyle r} que tiene como centro al punto de la fuente y por lo tanto 
{\displaystyle u={\frac {1}{4\pi r}}.\,}
Un argumento similar muestra que en dos dimensiones:
{\displaystyle u=-{\frac {1}{2\pi }}\log r.\,}

### Función de Green
Una función de Green es una solución fundamental que también satisface una condición adecuada en el contorno {\displaystyle S} de un volumen {\displaystyle V}. Por ejemplo, {\displaystyle G(x,y,z;x',y',z')\,} satisface
{\displaystyle {\begin{cases}\nabla \cdot \nabla G=-\delta (x-x',y-y',z-z')\quad {\hbox{en}}\quad V,\,\\G=0\quad {\hbox{si}}\quad (x,y,z)\quad {\hbox{en}}\quad S.\,\end{cases}}}
Ahora si {\displaystyle u} es cualquier solución de la ecuación de Poisson en {\displaystyle V}: 
{\displaystyle \nabla \cdot \nabla u=-f,\,}
y {\displaystyle u} toma valores de contorno {\displaystyle g} sobre {\displaystyle S}, entonces podemos aplicar la identidad de Green, una consecuencia del teorema de la divergencia, el cual satisface 
{\displaystyle \iiint _{V}\left[G\,\nabla \cdot \nabla u-u\,\nabla \cdot \nabla G\right]\,dV=\iiint _{V}\nabla \cdot \left[G\nabla u-u\nabla G\right]\,dV=\iint _{S}\left[Gu_{n}-uG_{n}\right]\,dS.\,}
las notaciones {\displaystyle u_{n}} y {\displaystyle G_{n}} se refieren a derivadas normales a {\displaystyle S}. En vista de que las condiciones satisfacen {\displaystyle u} y {\displaystyle G}, este resultado simplifica a 
{\displaystyle u(x',y',z')=\iiint _{V}Gf\,dV+\iint _{S}G_{n}g\,dS.\,}
Así la función de Green describe la influencia de {\displaystyle f} y {\displaystyle g} en {\displaystyle (x',y',z')}. Para el caso del interior de una esfera de radio {\displaystyle a}, la función de Green puede obtenerse por medio de la reflexión: el punto de la fuente {\displaystyle P} a distancia {\displaystyle \rho } del centro de la esfera se refleja a lo largo de la línea radial al punto {\displaystyle P'} que es en una distancia 
{\displaystyle \rho '={\frac {a^{2}}{\rho }}.\,}
Se observa que si {\displaystyle P} está dentro de la esfera, entonces {\displaystyle P'} estará fuera de la esfera. La función de Green está dada entonces por 
{\displaystyle {\frac {1}{4\pi R}}-{\frac {a}{4\pi \rho R'}},\,}
donde {\displaystyle R} es la distancia al punto de la fuente {\displaystyle P} y {\displaystyle R'} es la distancia al punto reflejado {\displaystyle P'}. Una consecuencia de esta expresión para la función de Green es la fórmula integral de Poisson. Sea {\displaystyle \rho }, {\displaystyle \theta }, y {\displaystyle \varphi } las componentes de coordenadas esféricas del punto de la fuente {\displaystyle P}. Aquí {\displaystyle \theta } es el ángulo con el eje vertical, la cual es contraria a la notación matemática estadounidense, pero cumple con el estándar europeo y la práctica de la Física. Entonces la solución de la ecuación de Laplace dentro de la esfera está dada por 
{\displaystyle u(P)={\frac {1}{4\pi }}a^{3}\left(1-{\frac {\rho ^{2}}{a^{2}}}\right)\iint {\frac {g(\theta ',\varphi ')\sin \varphi '\,d\theta '\,d\varphi '}{(a^{2}+\rho ^{2}-2a\rho \cos \Theta )^{3/2}}},\,}
donde
{\displaystyle \cos \Theta =\cos \varphi \cos \varphi '+\sin \varphi \sin \varphi '\cos(\theta -\theta ').\,}
Una consecuencia simple de esta fórmula es que si {\displaystyle u} es una función armónica, el valor de {\displaystyle u} dentro de la esfera es el valor medio de los valores sobre la esfera. Esta propiedad de valor medio implica inmediatamente que funciones armónicas no constantes no pueden tomar su valor máximo en un punto interior.

### Electrostática
En el espacio libre la ecuación de laplace de cualquier potencial electroestático debe ser igual a cero ya que {\displaystyle \rho } (densidad de carga volumétrica) es cero en el espacio libre.
A partir del gradiente del potencial se obtiene el campo eléctrico
{\displaystyle \mathbf {E} =-\nabla V}
Tomando la divergencia del campo eléctrico se obtiene la ecuación de Poisson, que relaciona el potencial eléctrico con la densidad de carga
{\displaystyle \nabla ^{2}V=-{\frac {\rho }{\varepsilon _{0}}}}
En el caso particular del espacio libre ({\displaystyle \rho =0}) la ecuación de Poisson se reduce a la de Laplace.
Usando el teorema de la unicidad y mostrando que un potencial satisface la ecuación de Laplace (la segunda derivada de {\displaystyle V} debería ser cero en el espacio libre) y el potencial tiene los valores correctos en el contorno, el potencial entonces está unívocamente definido.
Un potencial que no satisface la ecuación de Laplace junto con la condición de contorno es un potencial electroestático inválido.